# Gheorghe Doja
Gheorghe Doja, (în maghiară Makfalvai Dózsa György, germană Georg Dózsa von Makfalva, latină Georgius Dosa Siculus de Makfalva, slovenă Juraj Dóža, croată Juraj Doža, n. cca. 1470, Dalnic, Scaunul Chizd, Regatul Ungariei, astăzi în județul Covasna, România - d. 20 iulie 1514, Timișoara, România) a fost un mic nobil secui din Transilvania care a condus răscoala țărănească contra marilor proprietari (magnați) unguri de pământ din anul 1514 care-i poartă numele.

## Carieră militară
Gheorghe Doja s-a născut în Dalnic în jurul anului 1470. Tatăl lui a fost mercenar în timpul războaielor împotriva Imperiului Otoman. În tinerețe, Gheorghe era înclinat către o carieră militară, pentru a urmă în pașii părintelui său. 
După ce s-a înscris în armata maghiară, Doja a servit în mai multe fortărețe și a câștigat o reputație de duelist de elită.
Doja a avut rangul de căpitan de cavalerie în campania împotriva otomanilor condusă de voievodul Transilvaniei Ioan Zápolya în 1513.
La sfârșitul campaniei a rămas staționat în Belgrad. Doja era un militar ambițios, deși camarazii au încercat să-l convingă altfel, Doja l-a provocat pe campionul otoman Ali de Epeiro la duel. Ali era conducătorul unității de cavalerie otomană Spahi, din castelul Smederevo din Serbia. El a învins și ucis deja mulți dueliști maghiari. Ali a acceptat imediat invitația la duel. Lupta a avut loc într-un câmp între Belgrad și Smederevo în 28 februarie 1514. După o luptă lungă Gheorghe Doja a reușit să taie brațul lui Ali de Epeiro și în final să îl ucidă. Victoria aceasta i-a adus lui Doja faimă în întreaga regiune. Regele Vladislav i-a dăruit titlul de cavaler, un colier de aur cu o gravură care reprezintă scena duelului și un sat ca domeniu propriu. 

## Războiul țărănesc condus de Gheorghe Doja
Papa Leon al X-lea a chemat la o cruciadă antiotomană, nedusă la îndeplinire. În anul 1513, Doja a fost însărcinat cu organizarea unui corp de oaste secui, care să participe la cruciadă. Oastea organizată pentru cruciadă s-a transformat într-o oaste de răsculați pe teritoriul Ungariei și Transilvaniei, sub conducerea lui Gheorghe Doja. 
Proclamarea cruciadei de către papa Leon al X-lea a dus prin recrutarea țăranilor maghiari, slovaci, sârbi, croați, români și secui ca soldați, la un conflict de interese cu marea nobilime din Ungaria și Transilvania, care dorea să-i rețină pe țărani pe propriile domenii. Prin participarea la cruciadă țăranii sperau sa-și îmbunătățească greaua situație economică, în ipoteza unei campanii reușite în fața otomanilor.

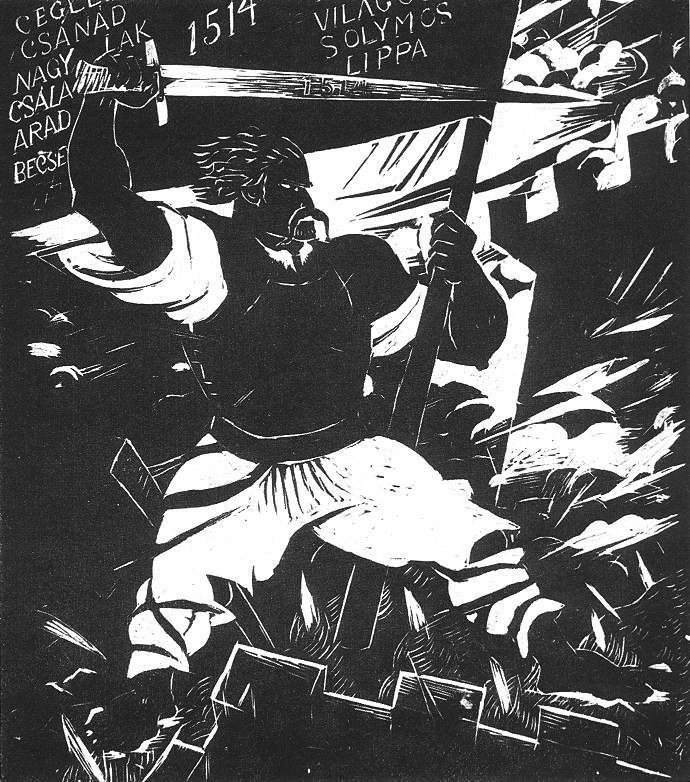
Xilogravură de Gyula Derkovits

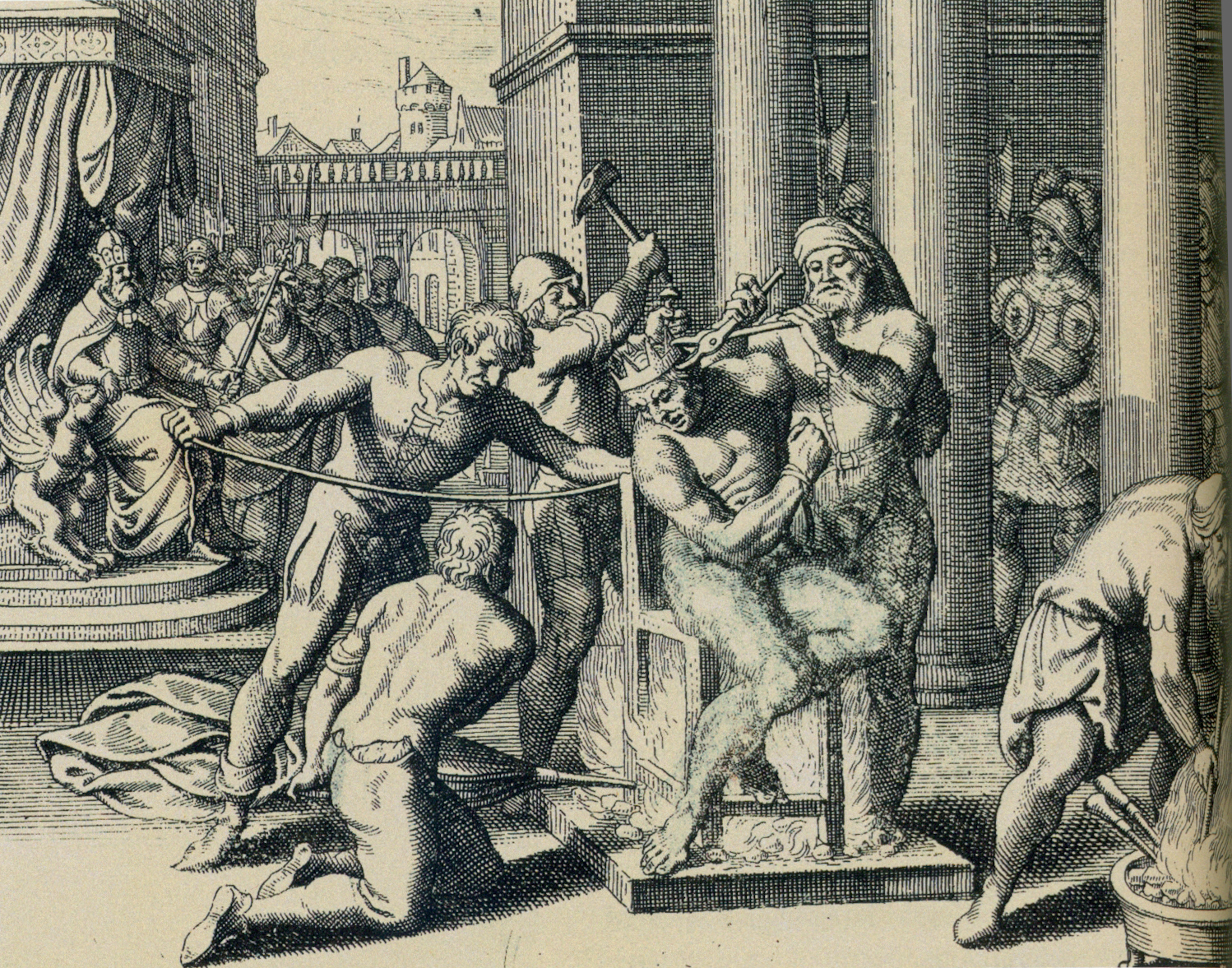
Execuția lui Gheorghe Doja

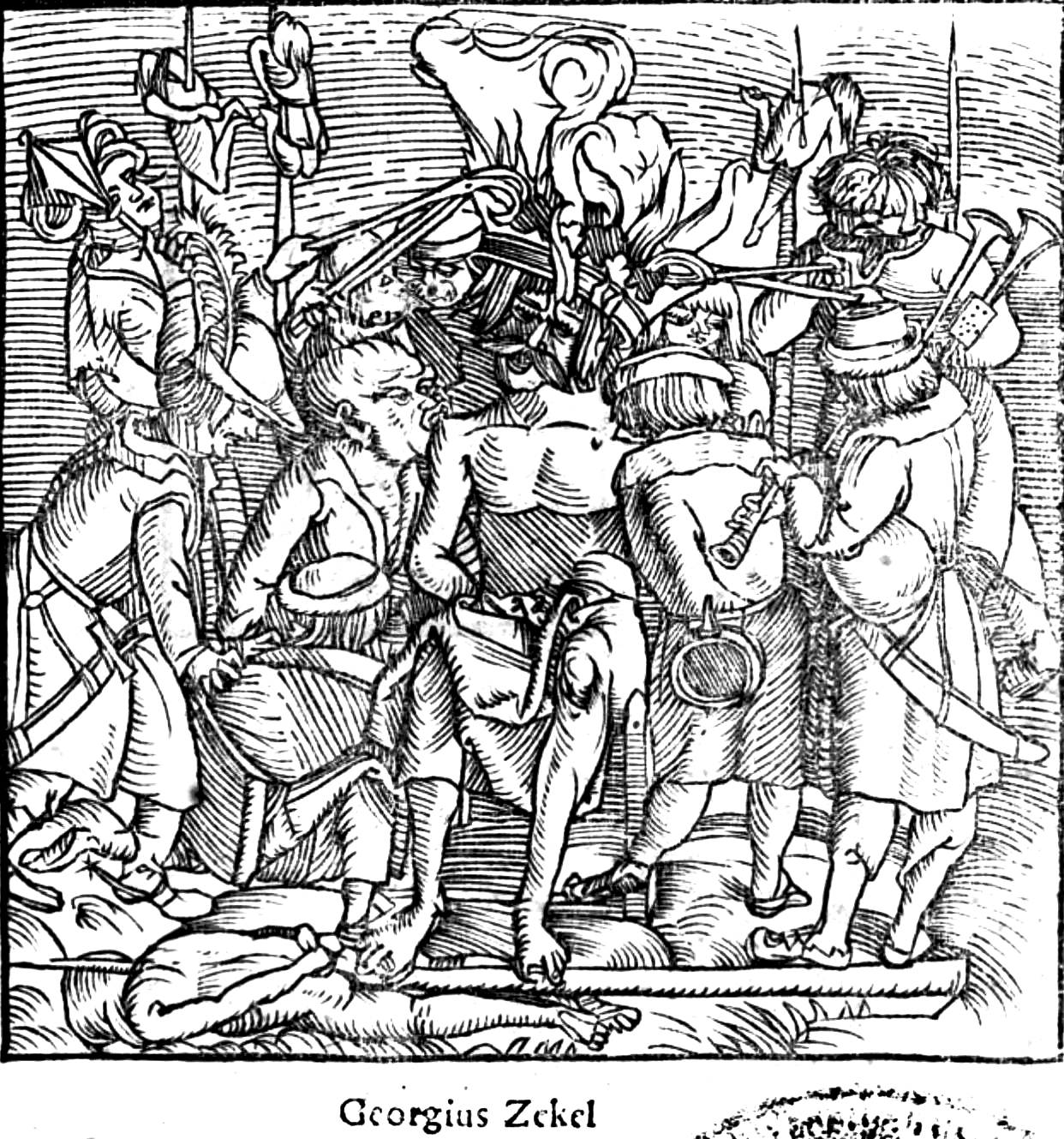

Împotrivirea marii nobilimi a dus la răscoala țărănească. Principala direcție a răsculaților a fost Timișoara și Cenadul, localitățile de reședință ale episcopului Nicolae Csáki (Nicolaus de Csak), principalul adversar al înarmării țăranilor în vederea cruciadei. Pe timpul desfășurării răscoalei s-au mai afirmat ca puternici adversari ai răsculaților voievodul transilvan Ioan Zapolya, episcopul romano-catolic al Transilvaniei Várday Ferenc și un jurist Werbőczy István.
Armatele țărănești aflate sub conducerea lui Gheorghe Doja au fost la început victorioase la Cenad și Nădlac, unde răsculații l-au prins pe episcopul Csáki și l-au ucis. Șpanul Bathory a reușit să fugă și să-l cheme în ajutor pe voievodul Ioan Zapolya al Transilvaniei.
A urmat atacul nereușit de la 15 iulie 1514 al armatei țărănești asupra Cetății Timișoara unde se refugiase marea nobilime, și apoi, la porunca lui Ioan Zapolya Gheorghe Doja a fost prins, torturat în mod barbar și executat prin așezare pe un „tron” înroșit în foc (20 iulie 1514). Un rol important în ultima fază a răscoalei l-a jucat și intervenția armatei regale ungare contra țăranilor. Totuși, deși nobilimea a reușit să iasă victorioasă în conflictul cu țăranii din anul 1514, Ungaria a fost mult slăbită de răscoală și va trebui să suporte în 1526 înfrângerea zdrobitoare de la Mohacs în fața otomanilor, după care va urma o perioadă de 160 de ani de stăpânire otomană.